# بوب غيليسبي
بوب غيليسبي (بالإنجليزية: Bob Gillespie) هو لاعب كرة قاعدة أمريكي، ولد في 8 أكتوبر 1919 في كولومبوس في الولايات المتحدة، وتوفي في 4 نوفمبر 2001 في وينستون-سالم في الولايات المتحدة.

## وصلات خارجية
- بوب غيليسبي على موقعبيزبول رفرنس.كوم (الدوري الرئيسي) (الإنجليزية)
- بوب غيليسبي على موقع مشجعي الرسوم البيانية (الإنجليزية)